# Île Damprun
L'île Damprun est une île située sur la Saône appartenant aux communes de Cormoranche-sur-Saône, Grièges et de Varennes-lès-Mâcon.

## Description
Située à la frontière des départements de l'Ain et de Saône-et-Loire, elle s'étend sur environ 0,4 km de longueur pour une largeur de moins de 36 m.